# Эккард (епископ Праги)

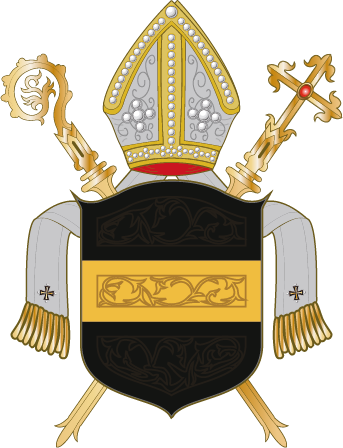

Эккард (нем. Ekkard; ? — 8 августа 1023, Прага) — богемский церковный деятель, католический священник, епископ Пражский (1017—1023).
Вероятно, был родственником императора Священной Римской империи Генриха II. В молодости вступил в орден бенедиктинцев и служил монахом в Бржевновском монастыре. Позже стал аббатом Наумбургского монастыря. В преклонном возрасте был вызвал в Прагу пробстом пражского капитула.
После смерти пражского епископа Деодата был избран епископом Праги, хотя князь Чехии Ольдржих хотел поставить на это место своего капеллана Пршибыслава. После инвеституры 8 октября 1017 года Эккард был рукоположен в Мерзебурге митрополитом Майнцским Эрканбальдом.
Во время своего пребывания в должности Эккард регулярно руководил епархиальными синодами, что позволяло ему влиять на духовенство, а через него и на народ. Священники должны были дважды в год лично отчитываться перед епископом о своей деятельности и принимать правила, касающиеся их части епископства. Эккард знал чешский язык и считался прекрасным проповедником.